# Слънчев бряг
 Тази статия е за курорта в България.  За концентрационния лагер вижте Слънчев бряг (лагер).  
Курортен комплекс Слънчев бряг, съкратено к.к. Слънчев бряг е най-големият и най-посещаван български курорт, който се намира в северната част на Южното българско черноморско крайбрежие, до Несебърския залив на територията на Община Несебър. Ниският морски бряг с плажа е дълъг 6,1 км, а плажната ивица е с фин жълт пясък и средна ширина около 60 м.
Международното летище Бургас се намира на 27 км от Слънчев бряг, а морското пристанище и железопътна гара Бургас – на 40 км от него. Има редовни връзки с областните центрове Бургас (40 км) и Варна (90 км). Слънчев бряг се намира на 361 км от София, 251 км от Пловдив, 90 км от Варна и 190 км от Русе.
Преобладават чуждестранни туристи от Русия, Украйна, Румъния и Скандинавието. Често се срещат и възрастни двойки, които предимно закупуват пакети за почивка All inclusive.
На територията на к.к. Слънчев бряг днес са разположени около 117 хотела, както и над 100 атракционни заведения. В западната част на курорта на 36 декара площ е разположен първият в България тематичен воден парк Action Aquapark с над 30 различни водни атракции. Хотелите предлагат всички възможности за пълноценна почивка – открити и закрити басейни, зелени паркове и градини, спортни съоръжения, ресторанти, дневни и нощни барове, атракционни заведения, салони за красота, спа центрове и др. За любителите на спорта Слънчев бряг предлага тенискортове, баскетболни и волейболни игрища, миниголф, велосипеди, както и гребни и платноходни лодки, скутери, водни ски, водни колела, воден парашут и др. Създадена е и конна база с добре обяздени коне и подготвени инструктори по езда. Организират се екскурзии по земя, море и въздух, в които са включени интересни туристически маршрути до различни паметници на българската култура.
В комплекса се провеждат международният фестивал за популярна песен Златният Орфей (1965 – 1999), дни на симфоничната музика, част от международния фолклорен фестивал, модни ревюта, различни плажни състезания.

## География
Разположен е в залив във формата на полумесец, обърнат на изток. Северната част на курорта опира в полите на последните възвишения на Старопланинския масив, където граничи с град Свети Влас. Южната му част опира в разположения на полуостров древен град Несебър. Заедно те определят една непрекъсваема плажна ивица и предразполагат към бурното развитие на туризма в региона. На север са разположени най-източните разклонения на Еминска планина, Източна Стара планина, а на запад е крайбрежна гора. Планините наоколо благоприятстват за чистотата на въздуха в курорта.
Плажът на курортния комплекс е от ситен златист пясък, дюните и горичките придават на местността много живописен изглед. Плажната ивица е дълга около 6 км и широка от 30 м до 100 м в централната част. Морското дъно е с много слаб наклон и е удобно за къпане. Както и по останалото черноморско крайбрежие се образуват незначителни приливи и отливи (3 – 8 cm).
Между естествените дюни могат да се видят 16 вида редки растения.

### Климат
Климатът в района на Слънчев бряг е влажен субтропичен, с континентално и морско влияние, както и от въздушните потоци, нахлуващи от Средиземно море. Средногодишната температура е 12,3 градуса. Средната месечна температура на въздуха през активния туристически сезон не надвишава 25 – 26 градуса, а средната месечна влажност се изменя в границите 60 – 65 на сто. Периодът юни – септември се характеризира с минимален брой (3 – 4) мрачни дни месечно и максимален брой (20 – 25) ясни дни. Лятото е умерено горещо и бива освежавано от прохладния морски бриз. Зимата е мека, почти без снежна покривка, която да се задържи, а пролетта е изключително красива и настъпва около 15 март. Есента продължава до средата на декември и е топла и слънчева. Средногодишната продължителност на слънчевото греене е около 2300 часа, от май до октомври – 1700 часа слънце, като през месеците юли и август слънцегреенето достига 10,5 – 11 часа.
Слънчев бряг е място с изключително благоприятен за отдих и туризъм климат, при продължителност на активния туристически сезон – над 6 месеца годишно.

## История
Проектирането на Слънчев бряг започва през 1957 г., а изграждането започва с постановление № 120/30 юни 1958 г. на Министерския съвет на НРБ.
Изграждането на к. к. „Слънчев бряг“ започва северно от несебърския провлак в местност, която географите от край време наричали малката несебърска пустиня – безкрайни пясъци, оформящи дюни, сред които два кладенеца с геранила. От тези два кладенеца, отдалечени на километър от града, са пиели вода живеещите на полуострова.
Първият директор на строителния район е Яни Гюров, а през месец декември 1958 г. на негово място е назначен Михо Ангелов. Първият технически ръководител е Стефан Кесаровски. Първите ръководители на бригади са: Коста Рачев, Кръстьо Викев, Младен Тафаджийски, Денчо Косев и Никола Косев.
Пет броя бетонарки с ръчно зареждане, няколко транспортни ленти и хаспела – това е цялата механизация, с която започва строителството на първия етап на комплекса.
През 1958 г. се появява и първото заведение в Слънчев бряг – стол „Оазис“.
На 1 юни 1959 г. е открит първият ресторант – „Нептун“.
Първият хотел – „Калина“ – посреща туристи на 8 юни 1959 г., няколко минути след излизането на строителите от обекта. Туристическият сезон започва без официално откриване. Готовност за тържеството е имало, но то не се е състояло, тъй като трансферът е с чужди автобуси, които не влизат по главния път, а откарват гостите направо пред хотела. Веднага след настаняването си, чуждестранните туристи се отправят по бански към морето. През тази година курортът пуска още 30 работещи хотела и 4 хижи с 2655 легла, 5 ресторанта с 4102 стола, а преминалите туристи са 18 099. Сред тях са хотел „Хризантема“, „Жерави“ и хотел „Чайка“, в който на първия етаж се е намирал апартаментът на Тодор Живков.
През 1970-те отваря врати хотел „Кубан“, чийто нощен бар е предлагал вариететно шоу. Един от най-големите хотели е бил „Континентал“, който събирал 1500 легла. На Южния плаж в Слънчев бряг се е намирала „Фрегата“, която изгаря в пожар.
Заедно със строежа на комплекса започва проектирането и на лесопарка. Негови проектанти са инженерите Борис Георгиев, Валентина Атанасова, Венцислав Кожухаров и Йорданка Величкова. При залесяването му на територията на комплекса са пренесени 550 000 m³ плодородна пръст, засадени са 300 000 иглолистни и широколистни едроразмерни дървета, 770 000 декоративни храста, 100 000 рози, 200 000 дюнни треви, като инвестициите надхвърлят 150 млн. лв.
Слънчев бряг е първият български курорт, удостоен с екоприза „Син флаг“, издигнат с ритуал на плажа пред хотел „Европа“ на 4 юли 1995 г. Оттогава при ежегодната акредитация плажовете на Слънчев бряг всяка година са класирани в тази категория.
Милионният турист на комплекса е регистриран на 22 септември 1969 г. , а двумилионният – на 30 август 1973 г. Петмилионният турист е регистриран на 15 юни 1981 г. Официалната статистика сочи, че за периода 1959 – 1988 г. в Слънчев бряг са почивали 7 699 100 души, от които 5 162 600 чуждестранни туристи и 2 536 590 български граждани. През 1989 г. той разполага със 108 хотела с над 27 000 легла и над 130 ресторанта, атракционни и битови заведения, нощни клубове, барове и дискотеки, кафе-сладкарници и аперитиви.
„Слънчев бряг“ ЕАД е еднолично акционерно дружество със 100 % държавна собственост до 14 март 1994 г., когато е обявено за приватизация от Агенцията по приватизация. На 16 юли 1997 г. след продажба от държавата на 25 % от капитала на дружеството чрез първата вълна на масовата приватизация, наименованието на емитента е променено в „Слънчев бряг“ АД.

## Инфраструктура
Слънчев бряг е сред курортите с национално значение, определени с Решение № 45 на МС от 25.І.2005 година. Бурното му разрастване го прави най-големия морски курорт в България. Той е първият по капацитет и посещаемост български курорт. Според Националния статистически институт, към 2020 г. комплексът разполага със 117 места за настаняване, предлагащи 42 343 легла (при 64 хиляди през 2019), броят на реализираните нощувки е 1 364 008, а на пренощувалите гости на курорта – 285 866 души. Капацитетът възлиза на 4 204 888 легла×денонощия, което се равнява на 99 работни дни, при които цялата леглова база от 42 343 броя е била заета. Целият плаж е отлично поддържан и разделен на платена и безплатна зона. Разделен е на три части: Северен, Централен и Южен, известен като плаж „Какао“. Има много ресторанти, агенции, офиси, сергии и магазини (над 15 000).
В рамките на комплекса е изградена паркова среда. Разполага с много възможности за спорт и развлечения: сърфинг, водни ски, яхти, тенис-клубове, конна база, боулинг, открити и закрити басейни, миниголф. В курорта се движи екологично чист вътрешен транспорт – минивлакчета, велорикши и велосипеди.
В Слънчев бряг не съществува традиционната адресна система. С изключение на главната улица „Първа“ (булевард „Несебър“), няма имена на улици и номера на къщи и блокове. Курортът е съставен от квартали, жилищни комплекси, отделни хотели и други обекти. От север на юг в западната половина на комплекса са разположени: вилна зона „Зора“, кварталите Чайка, Стария възел, Камелия, Пясъците, Фрегата и Стадиона. Източната половина е с преобладаващи сезонни хотели и няма обособени квартали. В целия курорт има жилищни комплекси от затворен тип – хотели с апартаменти, в част от които се живее целогодишно, както от българи, така и от чужденци. На юг комплексът се е сраснал с новата част на гр. Несебър. В пътната инфраструктура началото на Слънчев бряг при вход от север е обозначено с пътна табела „Несебър“. Със строежа на магистрала „Черно море“, Слънчев бряг се утвърждава като един от големите социално-икономически центрове в Източна България.

## Здравеопазване
- Център за бърза медицинска помощ – Слънчев бряг
- Медицински център „Евро-мед“
- Медицински център „Нептун Бийч"
- Медицински център „Свети Николай“

## Галерия
- Хотел „Империал“
- Хотел „Виктория Палас“
- Виктория Палас вечер
- Хотел „Хелена Ризорт“
- Слънчев бряг гледан от старата част на Несебър
- Курортът през нощта